# Mauro Pagani
Mauro Pagani (Chiari, 5 febbraio 1946) è un polistrumentista, compositore e produttore discografico italiano.
Musicista polistrumentista affermato anche come produttore, ha fatto parte della Premiata Forneria Marconi nel ruolo di flautista, violinista e cantante, e ha collaborato con molti altri autori e musicisti italiani, fra cui (su tutti) Fabrizio De André, ma anche Andrea Parodi, Gianna Nannini, Timoria, Verdena, Ornella Vanoni, Roberto Vecchioni, Massimo Ranieri, Zucchero Fornaciari, Francesco Guccini, Morgan, Bluvertigo, Manuel Agnelli, Luciano Ligabue e al Concerto del Primo Maggio 2009 con Caparezza. È anche autore di colonne sonore. Le sue ispirazioni comprendono non solo il rock, ma anche il blues e la musica etnica di matrice araba, balcanica e medio-orientale. È uno degli artisti con il maggior numero di riconoscimenti da parte del Club Tenco, con tre Targhe ed un Premio Tenco.

## Biografia
All'età di dieci anni comincia a studiare violino e poco dopo il flauto traverso attraverso i consigli del padre (flautista). Negli anni '60 comincia a militare in vari gruppi nell'area bresciana, tra cui un gruppo con Giorgio Cordini: la "Forneria Marconi" (da qui il nome che proporrà lui stesso per la Premiata Forneria Marconi). Dopo aver militato, per meno di un anno, nel gruppo dei Dalton, la sua attività di musicista lo porta ad avvicinarsi al gruppo de I Quelli nel 1970, durante la registrazione de La buona novella di Fabrizio De André. Il suo ingresso ufficiale nella band ne farà mutare il nome in I Krel, nome utilizzato solo per 3 tracce ufficiali (un 45 giri ed un brano incluso in una compilation della Dischi Ricordi) e, in seguito, in Premiata Forneria Marconi (PFM). Negli anni in cui militerà nella PFM, Pagani si occuperà di scrivere tutti i testi dei brani che nelle versioni inglesi dei dischi scriverà insieme a Peter Sinfield (paroliere dei King Crimson) e darà un notevole contributo alle sonorità del gruppo. Nella PFM milita per sette anni e dopo il tour in Giappone del 1975 viene inserito dalla critica nipponica tra i 10 migliori musicisti al mondo.
Nel 1974 sposa la traduttrice Adalaura Quinque, ricevendo come regalo di nozze da Greg Lake (che aveva portato la PFM a Londra aiutandoli molto nel loro successo internazionale) un violino; nel 1991 diventa padre di Fernanda e nel 1997 di Leonardo.
Dopo aver lasciato la PFM nel 1977, inizia un percorso di ricerca musicale, in particolare una ricerca sulla musica etnica di matrice araba, pur rimanendo un bluesman orientato alla sperimentazione.
Nel 1978 pubblica con la etichetta Ascolto il suo primo album da solista intitolato Mauro Pagani, che anticipa, nelle sonorità e nella ricerca di contaminazioni, quella che verrà poi definita world music.
Nel 1979 collabora con l'Ensemble Alia Musica, specializzato nell’esecuzione di musica vocale e strumentale del medioevo, all'incisione di un album dedicato alle Cantigas de Santa Maria e ad altre composizioni iberiche del XIII secolo.
Sempre nel 1979 ha preso parte al progetto Carnascialia con Demetrio Stratos e altri affermati musicisti, molti dei quali provenienti dagli Area e dal Canzoniere del Lazio, con l'intento di rivitalizzare le sonorità popolari dell'Italia centrale e meridionale e più in generale dell'Europa mediterranea.
Il secondo album come solista è del 1981, Sogno di una notte d'estate, concepito come colonna sonora di uno spettacolo teatrale di Gabriele Salvatores. Da questo sarà ricavato un film, e una nuova colonna sonora, uscita nel 1983 con lo stesso titolo.
La sua carriera vede un importante punto di snodo nella collaborazione con Fabrizio De André, iniziata nel 1981 e durata ben 14 anni, col quale compone tutte le musiche di Crêuza de mä nel 1984 (considerato dalla critica un capolavoro e inserito da David Byrne tra i dieci dischi più importanti del decennio in tutto il mondo) e Le nuvole nel 1990 in cui spicca la celeberrima Don Raffaè, lavori di cui si occupa anche della produzione.
Nel 1988 partecipa al Festival di Sanremo con il gruppo rock demenziale Figli di Bubba che forma per l'occasione insieme a Franz Di Cioccio, Roberto Manfredi, Sergio Vastano, Enzo Braschi, Roberto Gatti e Alberto Tonti.
Nel 1991 esce Passa la bellezza, in cui è contenuto il brano Davvero davvero duettato con Fabrizio De André, scritta insieme a Massimo Bubola (coautore anche di altri due brani del disco); l'album riceve la Targa Tenco come miglior opera prima dell'anno. Nel 1997 ottiene una nomination al David di Donatello per la colonna sonora del film di Gabriele Salvatores Nirvana.
Nel 1998 fonda a Milano le "Officine Meccaniche", degli studi di registrazione da cui passeranno artisti come Daniele Silvestri, Samuele Bersani, Le Vibrazioni, i La Sintesi, Bluvertigo, gli Afterhours, i Negramaro, Stefano Bollani, i Muse, i Franz Ferdinand, Elisa, Massimo Ranieri, Lacuna Coil. Nello stesso anno è direttore artistico del Concerto del Primo Maggio a Roma.
Nel 2000 fa parte della commissione artistico-musicale del Festival di Sanremo.
Nel 2001 comincia la sua attività di organizzatore della manifestazione "Siena: la città aromatica", rassegna estiva di musica nelle strade della città di Siena culminante ogni anno in un concerto in Piazza del Campo.
Nel 2003 inizia la sua collaborazione con Ligabue: con l'artista emiliano, con il quale suonerà anche al concerto di Campovolo nel 2005, collabora in modo determinante alla realizzazione prima del tour teatrale e poi all'album live tratto da quell'esperienza: Giro d'Italia. Sempre nel 2003 pubblica il suo terzo album di inediti, Domani, da cui viene estratto il singolo Parole a caso, scritto, realizzato e cantato a quattro mani con Morgan di cui venne girato un videoclip a New York.
Nel 2004, incide 2004 Creuza de mä, riproposizione a vent'anni di distanza del disco originario con nuovi arrangiamenti ed alcuni brani inediti di ispirazione etnica, cioè fatta dal popolo per divertire se stesso (secondo quanto affermato dallo stesso De André circa l'ispirazione di Crêuza de mä).
Sempre nel 2004 "Officine Meccaniche" diventa un'etichetta discografica.
Nel 2005 partecipa al concerto-evento svoltosi al Leoncavallo di Milano, sonorizzazione di "Nati in riva al mondo" spettacolo con Mauro di Domenico, Cloris Brosca, Paolo Jannacci, Orkestra Internazionalista.
Nel 2007 è chiamato a sostituire Ambrogio Sparagna come maestro concertatore della Notte della Taranta, il grande evento di musica popolare salentina che si tiene ogni anno nel periodo di agosto a Melpignano.
Nel 2009 pubblica per la casa editrice Rizzoli Editore un romanzo dai tratti autobiografici, Foto di gruppo con chitarrista.
Nell'aprile 2009 è autore e produttore artistico del singolo Domani 21/04.2009, in collaborazione con Giuliano Sangiorgi e Jovanotti; il brano inciso ha visto la partecipazione di oltre 50 artisti italiani. La canzone è in memoria delle vittime del terremoto d'Abruzzo avvenuto circa un mese prima e dedicata ai sopravvissuti e a tutti coloro che lavorano alla ricostruzione. Il ricavato di questo progetto è stato destinato alla ricostruzione e al restauro del Conservatorio "Alfredo Casella" e della sede del Teatro Stabile d'Abruzzo dell'Aquila.
Si registra inoltre una collaborazione con la cantante Arisa per il suo album Amami uscito nel 2012
Il 16 luglio 2011 torna a suonare assieme a Ligabue in occasione del secondo concerto a Campovolo.
Nel 2011 il Club Tenco di Sanremo gli ha conferito il Premio Tenco come operatore culturale; la consegna è avvenuta sabato 12 novembre 2011, durante la 36ª Rassegna della Canzone d'autore.
Nel 2013 e 2014 è il direttore musicale del Festival di Sanremo, in quei due anni presentato da Fabio Fazio e Luciana Littizzetto.
Nel 2015 dirige Nina Zilli al 65º Festival di Sanremo.
Nel 2017 dirige la cantante Chiara Galiazzo al 67º Festival di Sanremo.
Nel 2022 a febbraio accompagna sul palco del Festival di Sanremo Giovanni Truppi e Vinicio Capossela eseguendo la canzone Nella mia ora di libertà di Fabrizio de André. In aprile collabora con Disma Pestalozza e Alessandro Diegoli conduttori del programma Poveri ma belli di Radio Popolare nella realizzazione del mini LP Piantagioni. A settembre esce per Bompiani il suo secondo libro, l'autobiografia Nove vite e dieci blues.

## Discografia

### Con la PFM
- 1972 - Storia di un minuto
- 1972 - Per un amico
- 1973 - Photos of Ghosts
- 1974 - L'isola di niente
- 1974 - The World Became the World (versione in lingua inglese di L'isola di niente)
- 1975 - Chocolate Kings

### Live
- 1974 - Live in USA
- 2004 - Piazza del Campo

### Con i Figli di Bubba
- 1988 - Essi

### Da solista
- 1978 - Mauro Pagani
- 1979 - Rock and Roll Exibition
- 1981 - Sogno di una notte d'estate (spettacolo teatrale)
- 1991 - Passa la bellezza
- 2003 - Domani
- 2004 - 2004 Creuza de mä

### Singoli
- 2016 - The big man  (Sony Records)

### Colonne sonore
- 1983 - Sogno di una notte d'estate - film di Gabriele Salvatores
- 1984 - Ladies & Gentlemen - film di Tonino Pulci
- 1987 - Dolce assenza - film di Claudio Sestieri
- 1988 - Topo Galileo (con Fabrizio De André) - film di Francesco Laudadio
- 1992 - Puerto Escondido - film di Gabriele Salvatores
- 1997 - In barca a vela contromano - film di Stefano Reali
- 1997 - Nirvana - film di Gabriele Salvatores
- 2002 - I Lunes e la sfera di Lasifer (cartone animato)
- 2003 - I magicanti e i tre elementi (cartone animato)
- 2010 - C'era una volta la città dei matti..., regia di Marco Turco - serie TV
- 2010 - Il colore del vento, regia di Bruno Bigoni - documentario
- 2013 - Educazione siberiana, regia di Gabriele Salvatores
- 2016 - Fuga da Reuma Park, regia di Aldo, Giovanni e Giacomo e Morgan Bertacca.
- 2019 - Tutto il mio folle amore, regia di Gabriele Salvatores
- 2025 - Le assaggiatrici, regia di Silvio Soldini

### Libri
2009 - Foto di gruppo con chitarrista (Rizzoli)
2022 - Nove vite e dieci blues. Un’autobiografia (Bompiani)

## Premi e riconoscimenti
- Ciak d'oro
  - 2013 - Migliore colonna sonora per Educazione siberiana[6]